# Lar (Iran)
Lar is een stad in Iran. De stad is gelegen in de zuidelijke provincie Fārs. De stad heeft zo'n 66.000 inwoners. Naast deze plaats Lar zijn er in Iran nog diverse andere steden die ook Lar heten.
In de 17e eeuw had de Vereenigde Oostindische Compagnie een handelspost in Lar. De post in Lar werd gesticht in 1631 en was uitsluitend bedoeld als oase-plaats voor handelaren die op doortocht waren vanuit Isfahan naar Gamron. Wanneer de VOC vertrokken is, is onduidelijk.